# 琅勃拉邦站

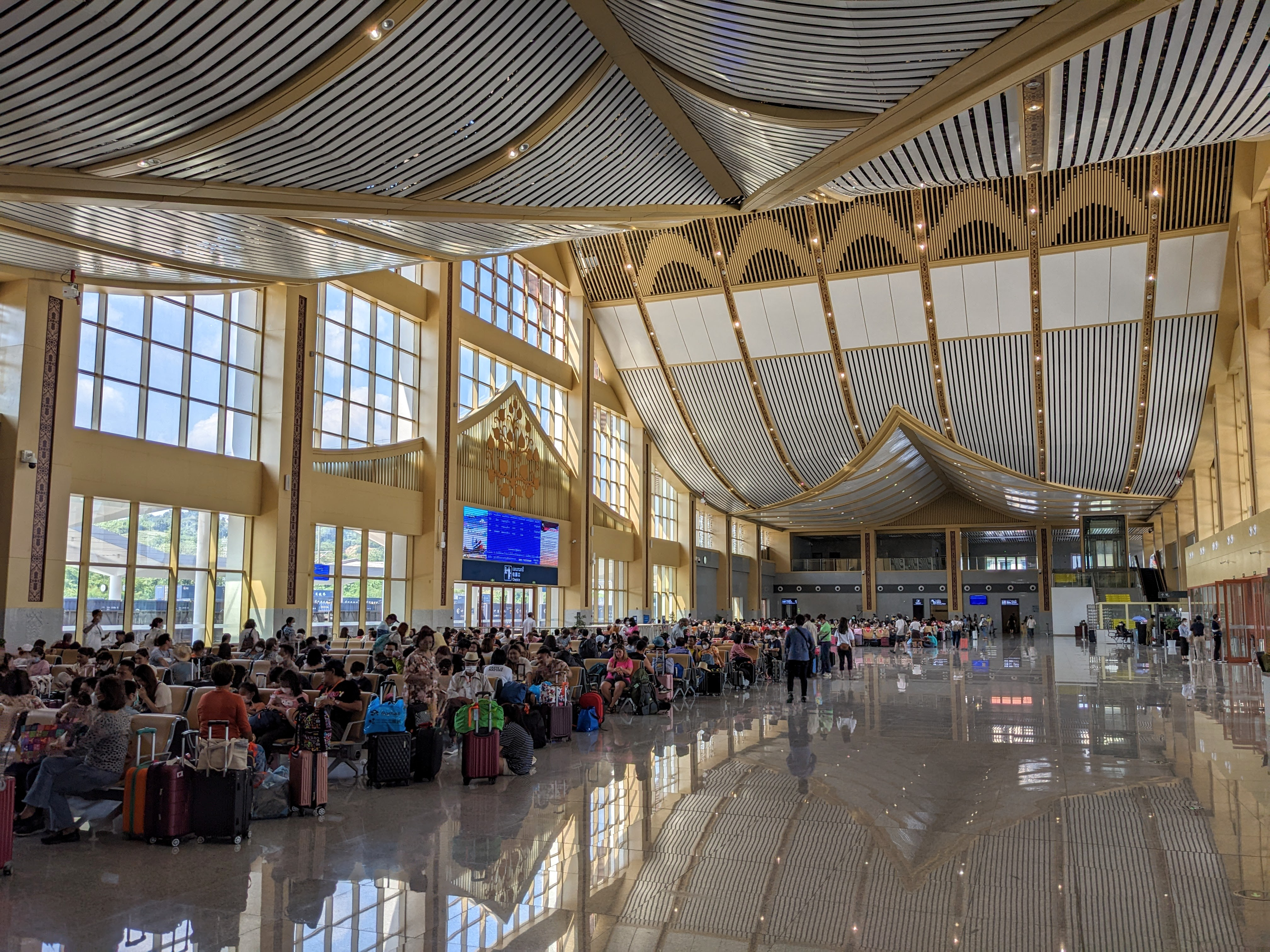
站厅

琅勃拉邦站（羅馬化：Sathani Ruangphabang）位于老挝琅勃拉邦省琅勃拉邦市，是磨万铁路新建的20座客货运站之一，于2021年12月3日啟用。该站房建筑面积为5000㎡，设计规模为2台4线。站房按“人间净土，上寮古都”的主题设计，工程含双曲面“卅”字型的坡屋面结构，是该线路最具特色、且造型最为复杂的站房工程。2022年2月22日，开始办理货运业务。